# Poort van Beusdael
De Poort van Beusdael, vroeger abusievelijk aangeduid als Refugie van Meerssen, is het voormalige poorthuis van de heren van Beusdael in het centrum van de Nederlandse stad Maastricht. Het gebouw ligt op de hoek van de Hoogbrugstraat en de Ruiterij in het stadsdeel Wyck en is sinds 1966 geklasseerd als rijksmonument.

## Het begrip poort; naamsverwarring
De herkomst van de aanduiding 'poort' of 'poorthuis' voor een aanzienlijk huis in Maastricht, is onzeker. Mogelijk verwijst het naar de ligging van dergelijke huizen binnen de poorten van de stad. Door het bezit van een huis in de stad, kwam het poorter- of burgerschap binnen handbereik van adellijken die gewoonlijk buiten de stad verbleven, voor zover men al niet buitenburger was. Vermoedelijk duidt de benaming 'poort' tevens op de inrijpoort, die zulke huizen kenmerken. Vrijwel alle bekende poorthuizen in Maastricht behoorden aan adellijke geslachten; slechts twee 'poorten' waren eigendom van magistratengeslachten. Circa twintig Maastrichtse poorten zijn met name bekend. Daarvan lagen er vier in Wyck: de Poort van Scharrenburg, de Poort van Gulpen (ook Vroenhof genoemd), de Poort van Sint-Gillis en de Poort van Beusdael.
Waarschijnlijk is de lokale geschiedschrijver Martinus van Heylerhoff (1776-1854) de eerste geweest die de Poort van Beusdael ten onrechte aanduidde als Refugie van Meerssen, menende dat dit het refugiehuis was geweest van de proost van Meerssen. De misvatting, die anderhalve eeuw stand hield, is vrijwel zeker het gevolg van een verkeerde interpretatie van het bekende stadspanorama van Simon de Bellomonte uit circa 1575. Daarop wordt in Wyck inderdaad een gebouw aangeduid als "Domus Prepositi Mersensis in Wick", ongeveer ter plekke van de Poort van Beusdael. Het "huis van de proost" lag echter iets zuidwestelijker, ongeveer waar nu de Ruiterij ligt. Op de eveneens omstreeks 1575 getekende plattegrond van Maastricht in de stedenatlas Civitates orbis terrarum van Braun en Hogenberg is de exacte locatie van de Refugie van Meerssen aangegeven. De Refugie van Meerssen is mogelijk in 1579 tijdens het Beleg van Maastricht door Alexander Farnese, prins van Parma geheel verwoest. Het perceel bleef tot 1760 onbebouwd en was ook daarna tot aan de Franse Tijd in bezit van de Proosdij van Meerssen.

## Geschiedenis

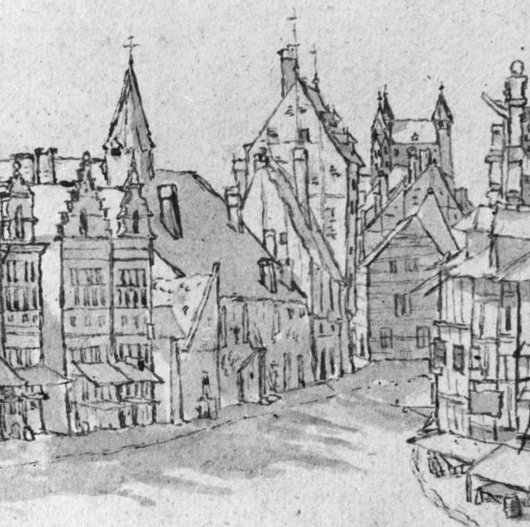
Detail van een tekening van de Hoogbrugstraat. Rechts van het midden de Poort van Beusdael (Valentijn Klotz, ca. 1669)

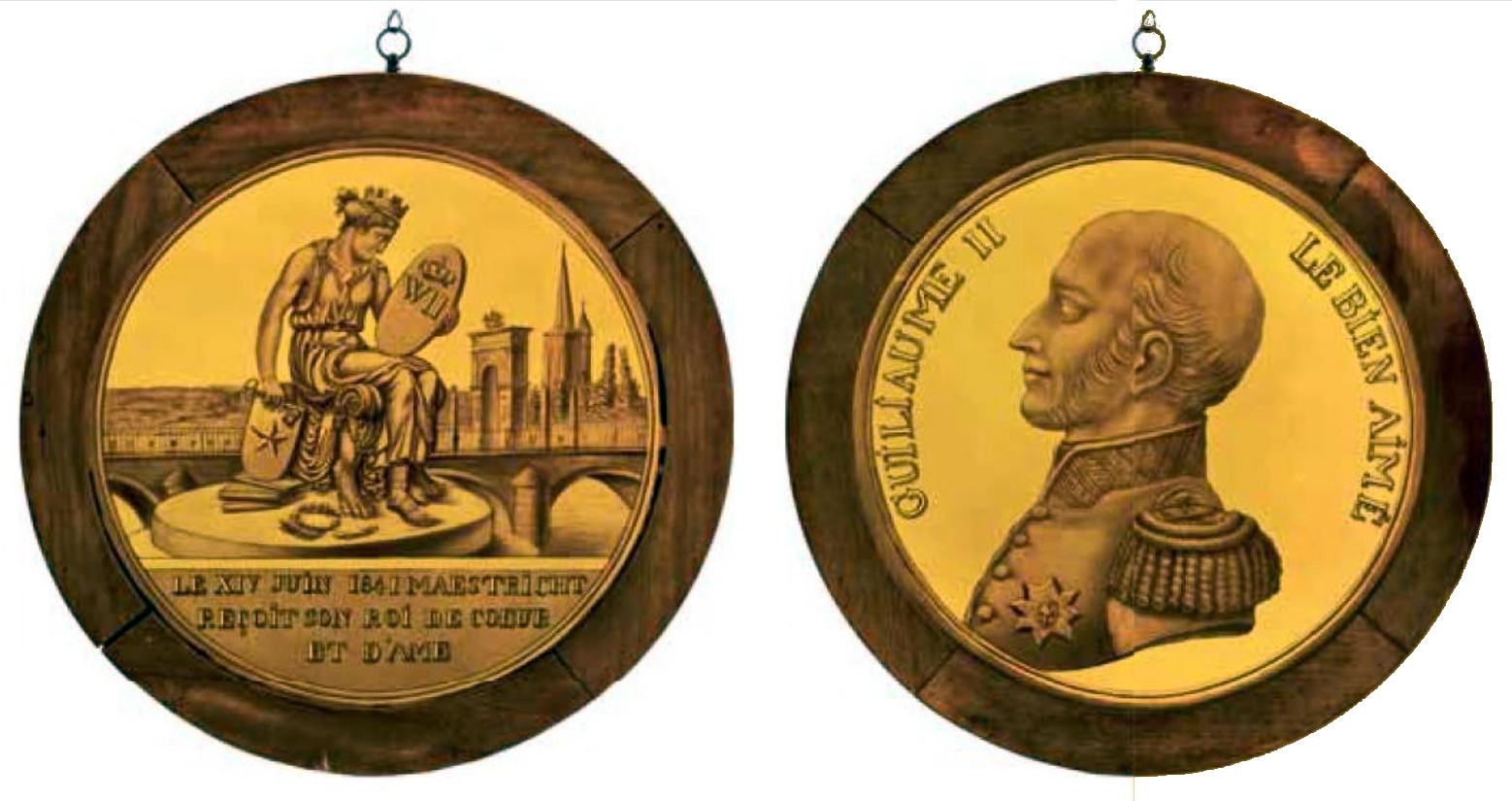
Glasmedaillons, vervaardigd door de gebroeders Cartisser, aangeboden aan koning Willem II als herinnering aan zijn bezoek aan Maastricht in 1841. Links de Maastrichtse stedenmaagd, poserend voor de met een erepoort versierde Sint Servaasbrug; rechts een portret en profil van Willem II

Zoals veel adellijke families, bezaten de heren van Beusdael, eigenaren van het Kasteel van Beusdael in Sippenaeken (tegenwoordig provincie Luik), een 'poorthuis' in een nabije stad, in dit geval in Maastricht. De heerlijkheden Beusdael en Sippenaken, oorspronkelijk bezit van de familie Van Eys, waren in 1577 door huwelijk overgegaan op het Akense magistratengeslacht Colyn, waarvan de mannelijke erfopvolgers zich vervolgens 'heren van Beusdael' mochten noemen. In 1589 is er in de Maastrichtse schepenbrieven voor het eerst sprake van "den Heer van Beusdael erff", gelegen naast het terrein waarop de hierboven vermelde Refugie van Meerssen had gestaan. In 1646 stond met zekerheid een huis op dit erf. De laat-gotische bouwstijl van een deel van het complex duidt echter wel degelijk op een vijftiende of zestiende-eeuwse oorsprong.
Na ongeveer een eeuw in bezit van de familie Colyn van Beusdael te zijn geweest, werd het gebouw in 1686 door Jan Adolf Colyn, gedwongen door financiële moeilijkheden, voor 4300 gulden verkocht aan Michiel Peerboom. De uit Eijsden afkomstige bierbrouwer, koopman en geldschieter Michiel Peerboom(s) (ca. 1632-1694) liet het huis in 1690 vernieuwen. De huidige gevel in late Maaslandse renaissancestijl dateert uit die tijd, inclusief de wapensteen met het alliantiewapen van Peerboom en zijn echtgenote Cornelia Vliexs. Het is niet bekend of er ook bedrijfsactiviteiten plaatsvonden, zoals elders in Wyck of in Peerbooms' watermolen De Reek. In elk geval woonde hij er met zijn gezin. Bij de dood van de weduwe Peerboom-Vliexs in 1704 liet ze aan haar drie kinderen ruim honderdduizend gulden na, daarnaast de bierbrouwerij De Vels in Wyck, de watermolen De Reek, een twintigtal huizen en diverse andere bezittingen.
De verdere bewoningsgeschiedenis in de achttiende eeuw is onduidelijk. Vanaf 1788, wellicht al vanaf 1783, is er weer enigszins vaste grond. Toen werd het huis bewoond door Anna Maria Bernardina Apollonia Philippa, gravin van Hoensbroeck-Geul (1729-1798), laatste telg uit het geslacht Van Hoensbroeck-Geul. Ze trouwde 19 jaar oud in 1748 met Frans Xavier, graaf van Hohenzollern-Hechingen (1720-1765). Na de dood van haar man woonde ze waarschijnlijk afwisselend op het familiekasteel te Geulle en in haar stadswoning te Wyck. Mogelijk huurde ze de Poort van Beusdael, want het kasteel was begin negentiende eeuw nog steeds in bezit van nazaten van Michiel Peerboom.
Op 17 januari 1803 werd het pand publiekelijk geveild. De toenmalige eigenares, Maria Emerentiana van Pinninck (1743-1823), had het huis via de familie van haar moeder (De Lenaerts) geërfd, maar woonde zelf aan de Boschstraat. De nieuwe eigenaar, Chrétien Mathieu Bronkers, betaalde er 14.000 gulden voor. In 1834 vestigden de uit het Franse Noyers afkomstige broers Toussaint en Antoine Cartisser een atelier voor gebrandschilderd glas in de Poort van Beusdael. De gebroeders Cartisser behoorden in de eerste helft van de negentiende eeuw tot de toonaangevende glaskunstenaars in Nederland. Zo namen ze in mei 1841 met een viertal glaspanelen deel aan de Tentoonstelling van Levende Meesters in Den Haag. Een maand later bezocht koning Willem II bij zijn bezoek aan Maastricht het atelier aan de Hoogbrugstraat, waaruit diverse opdrachten voortvloeiden. In 1843 vervaardigden ze een drietal ramen voor de Sint-Servaaskerk, die echter niet bewaard zijn gebleven. Vanaf 1855, en waarschijnlijk al eerder, zijn de broer als glazeniers werkzaam in Parijs.

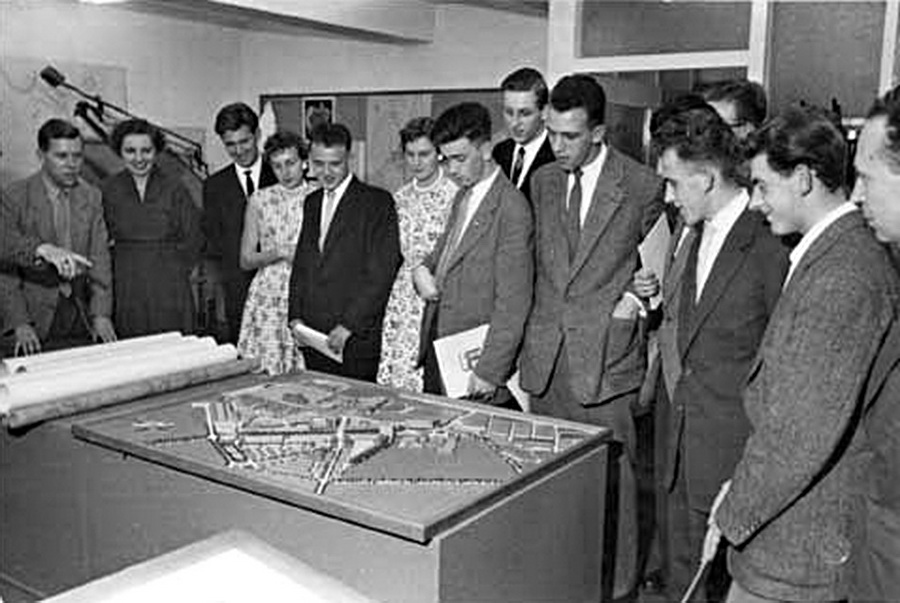
Bezoek van jonge kiesgerechtigden aan de Dienst Stadsontwikkeling in de Poort van Beusdael tijdens een 'burgerdag', 1956

Waarschijnlijk huurden de gebroeders Cartisser de Poort van Beusdael, of een deel daarvan, want volgens de kadasterkaart van 1842 was het complex toen eigendom van de ondernemers Nicolaas Antoon Bosch (1797-1857) en Wijnand Nicolaas Clermont (1802-1879). Dezen waren er in 1835 een zoutziederij annex zeepfabriek begonnen. Op de kadasterkaart zijn op het erf achter het pand werkplaatsen te zien met de bestemming "zoutziederij". Het perceel was met een oppervlakte van 930 m² aanzienlijk groter dan tegenwoordig, dus waarschijnlijk konden de twee bedrijven er naast elkaar bestaan. In 1851 richtte Clermont, samen met een andere compagnon, de aardewerkfabriek Clermont & Chainaye op. De fabriek, waaruit in 1863 de Société Céramique zou ontstaan, werd gevestigd naast het terrein van de zeep- en zoutziederij en grenzend aan de Maas. Twee jaar later richtte ook Bosch een eigen aardewerkfabriek op, waardoor ze elkaars concurrenten werden. Het is niet bekend hoe lang de zout- en zeepziederij in de Poort van Beusdael heeft bestaan, maar het lijkt onwaarschijnlijk dat het bedrijf na 1853 gezamenlijk werd voortgezet.
In 1888 zou de koopman in granen Hubert van der Zijl eigenaar van de Poort van Beusdael zijn geweest. Rond 1900 was het gebouw verworden tot een huurkazerne, zoals veel panden in het zuidelijk deel van Wyck. Omstreeks 1914 was er een café op een gedeelte van de begane grond gevestigd. In 1938 werd het onbewoonbaar verklaard. In 1947 vond een ingrijpende restauratie plaats, waarna het pand in gebruik werd genomen door de Dienst Stadsontwikkeling van de Gemeente Maastricht. Vanaf 1968 was de Raad voor de Kinderbescherming er gevestigd en vanaf 1981 het Europees Centrum voor Werk en Samenleving (ECWS).

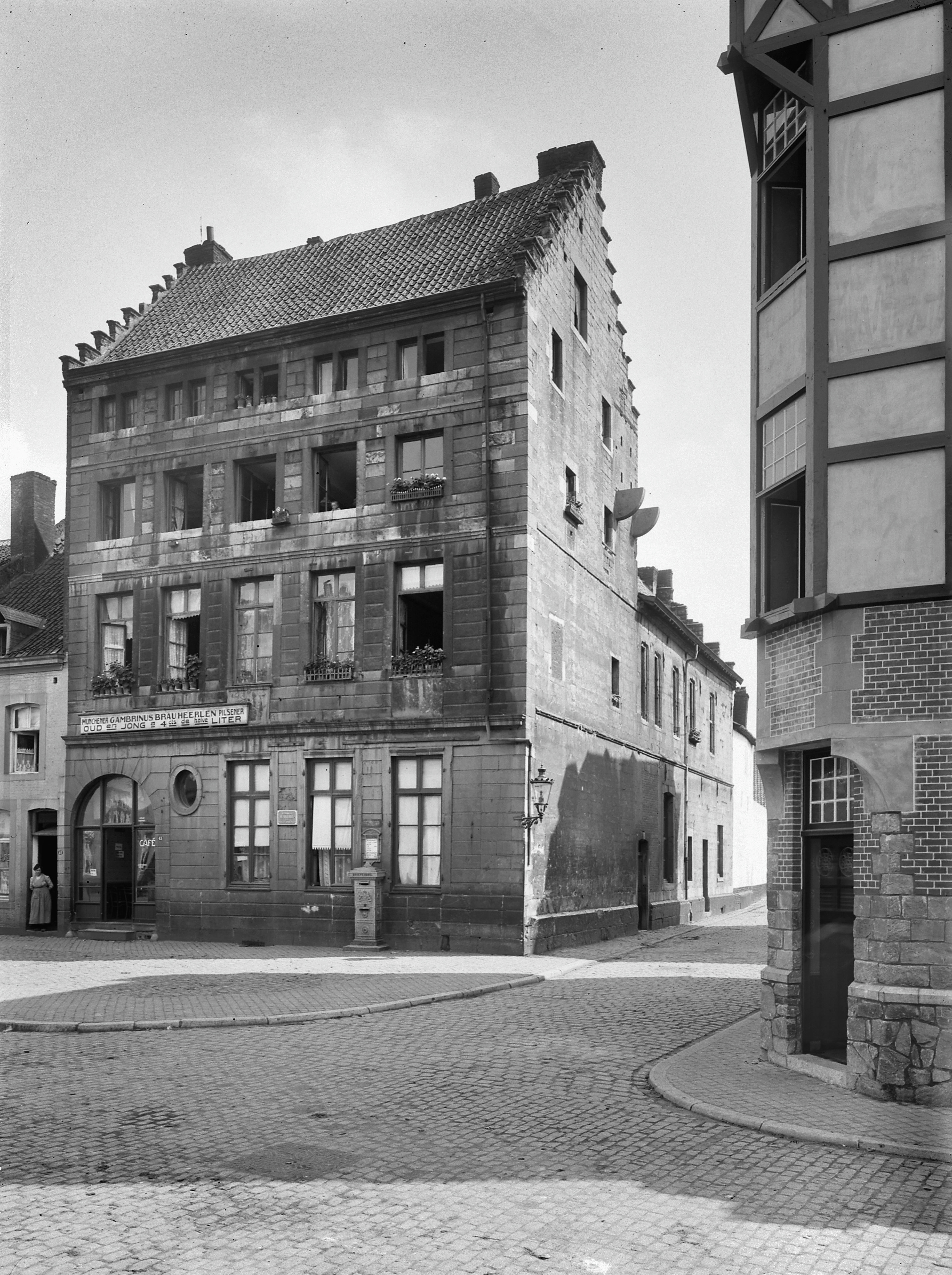
Huurkazerne en café, 1914
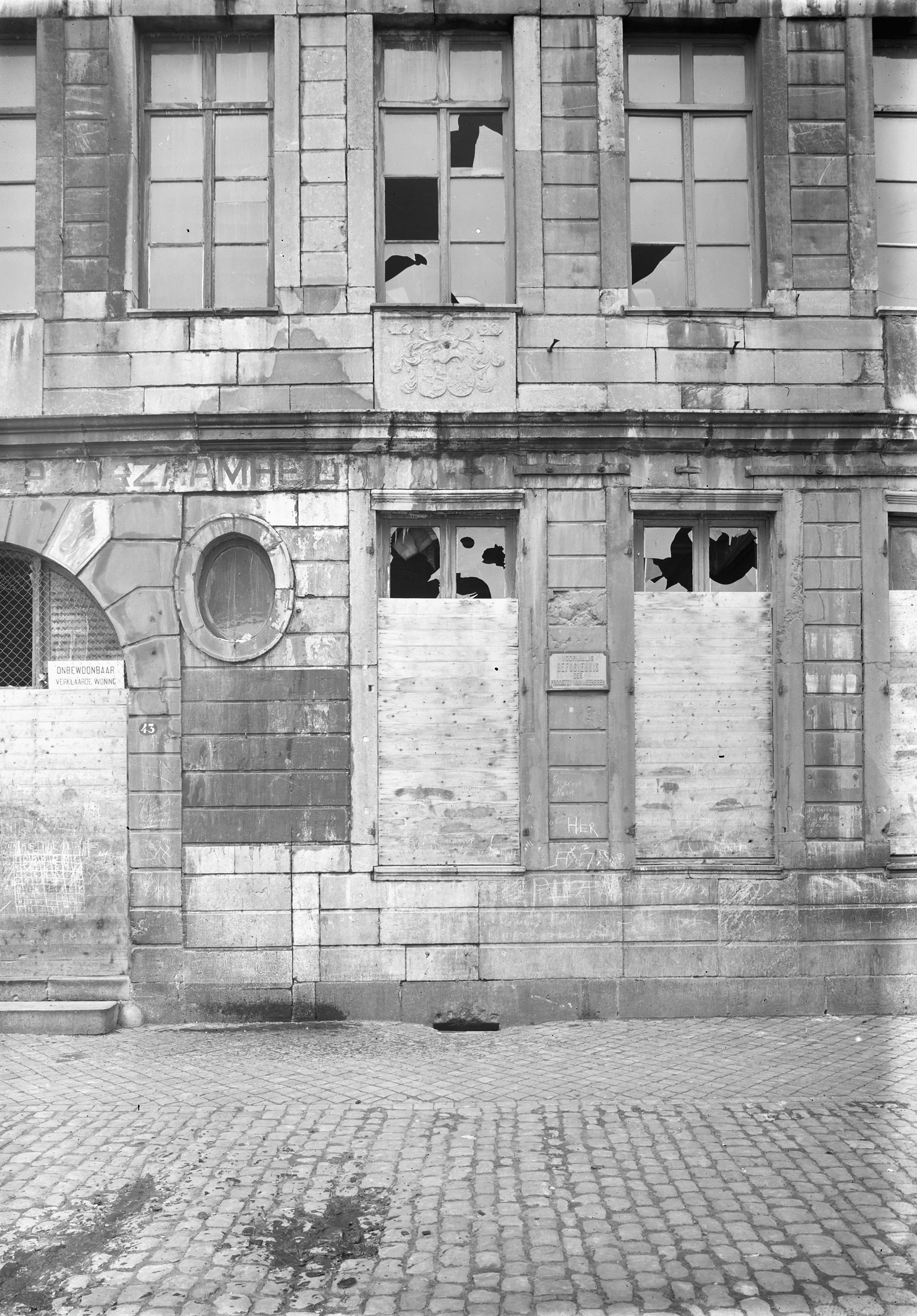
Onbewoonbaar verklaard, 1939
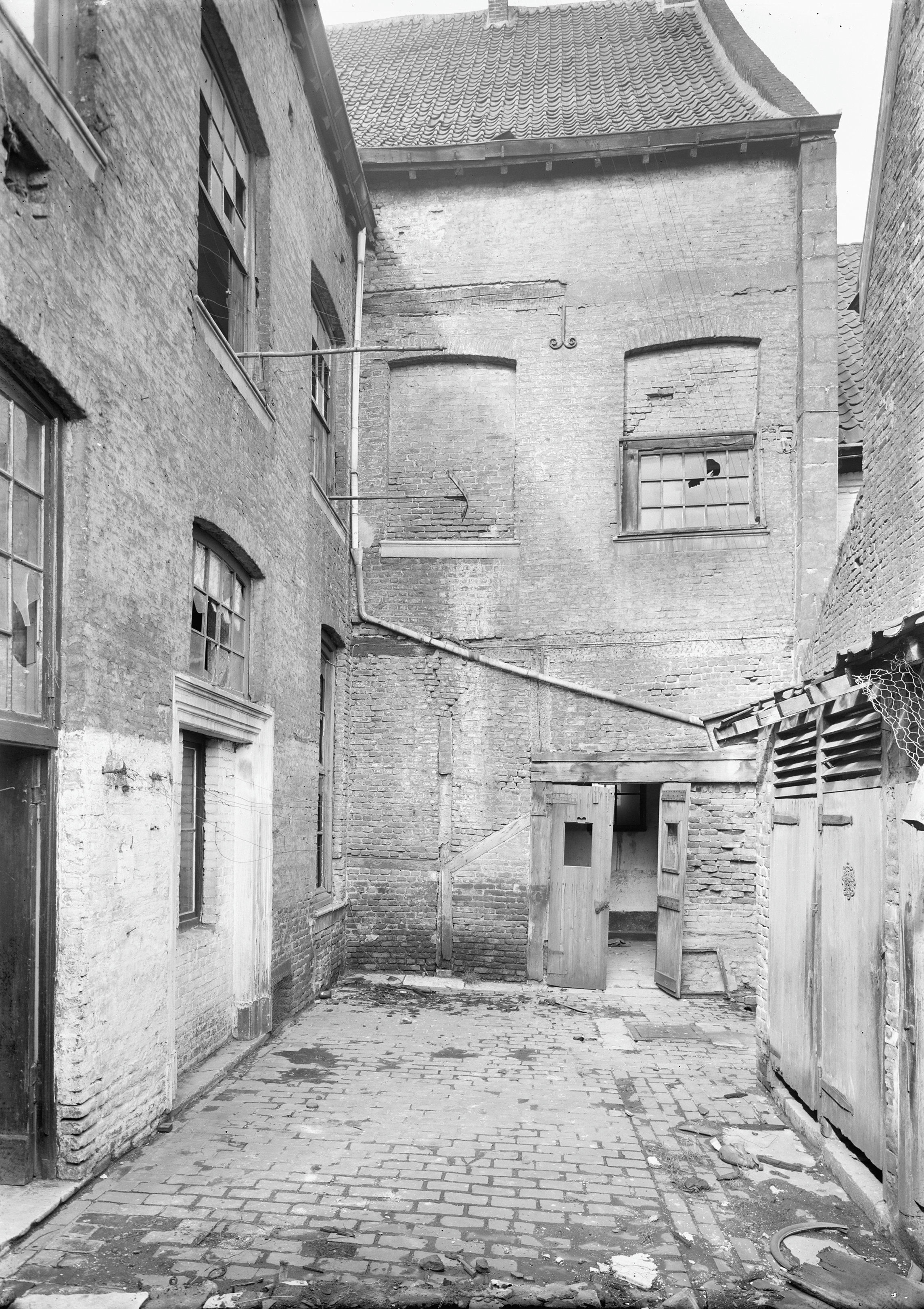
Bebouwing achtererf, 1939
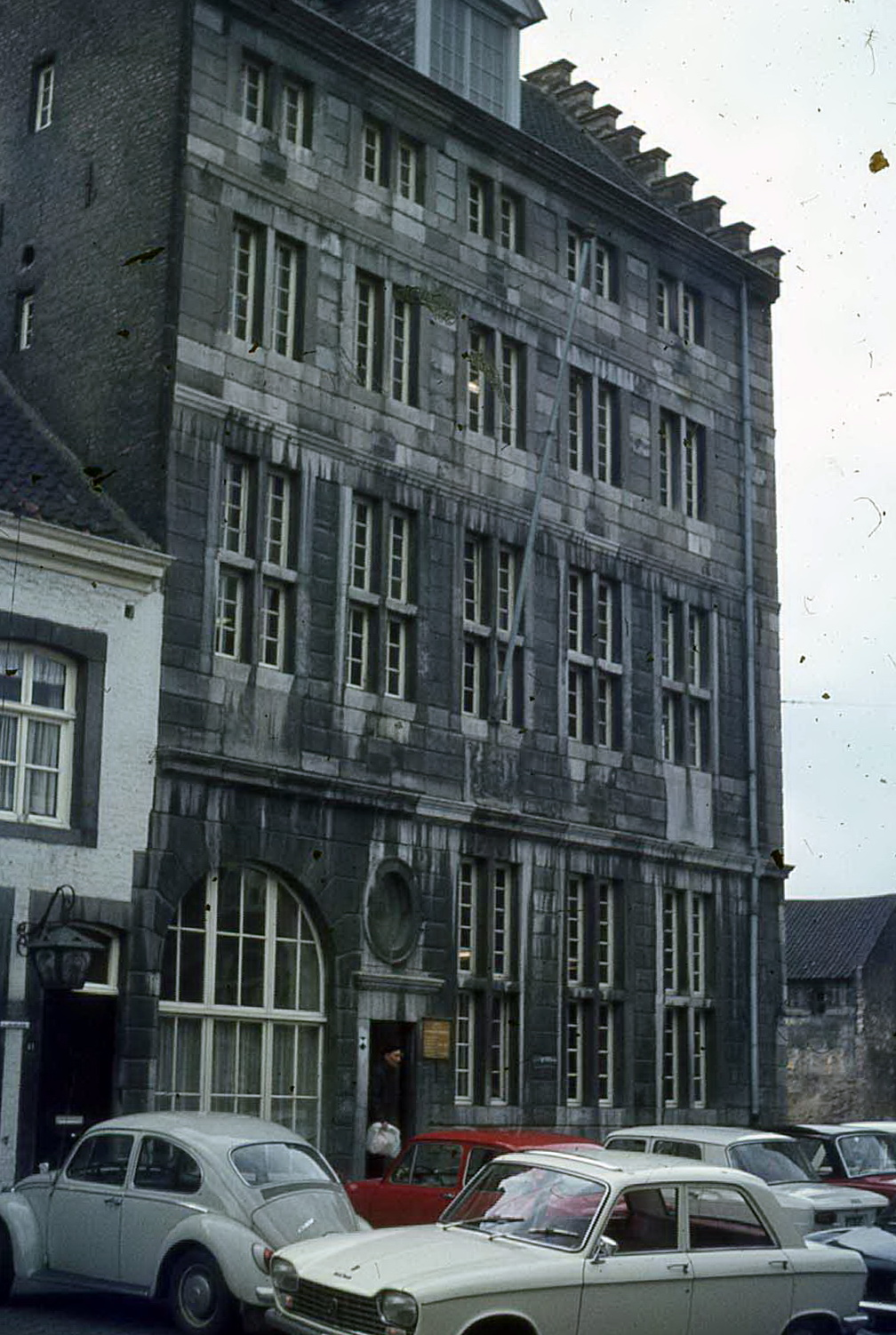
Voorgevel na restauratie, 1965

## Beschrijving

### Exterieur
De Poort van Beusdael heeft een L-vormige plattegrond en bestaat uit een hoger deel van vier verdiepingen op de hoek Hoogbrugstraat-Ruiterij, en een lager deel van twee verdiepingen aansluitend aan de Ruiterij. De zadeldaken worden aan drie kanten afgesloten door trapgevels. De vijf traveeën brede voorgevel aan de Hoogbrugstraat is geheel opgetrokken in Naamse steen. De verdiepingen worden naar boven toe minder hoog en worden gescheiden door waterlijsten. De gevel bezit nog de originele kruis- en tweelichtvensters, eveneens van Naamse steen. Links op de begane grond bevindt zich een rondbogige koetspoort (bij de restauratie in 1947 vervangen door een glaspui). De poort was oorspronkelijk de hoofdingang; de naastgelegen deur met ovaal bovenlicht is later aangebracht. Boven de waterlijst tussen de begane grond en de eerste verdieping is een gevelsteen geplaatst met het jaartal 1690 en de familiewapens van Michiel Peerboom en zijn echtgenote Cornelia Vliexs. De voorgevel eindigt in een  geprofileerde lijst met daarboven één dakkapel, die door zijn forse formaat enigszins uit de toon valt.

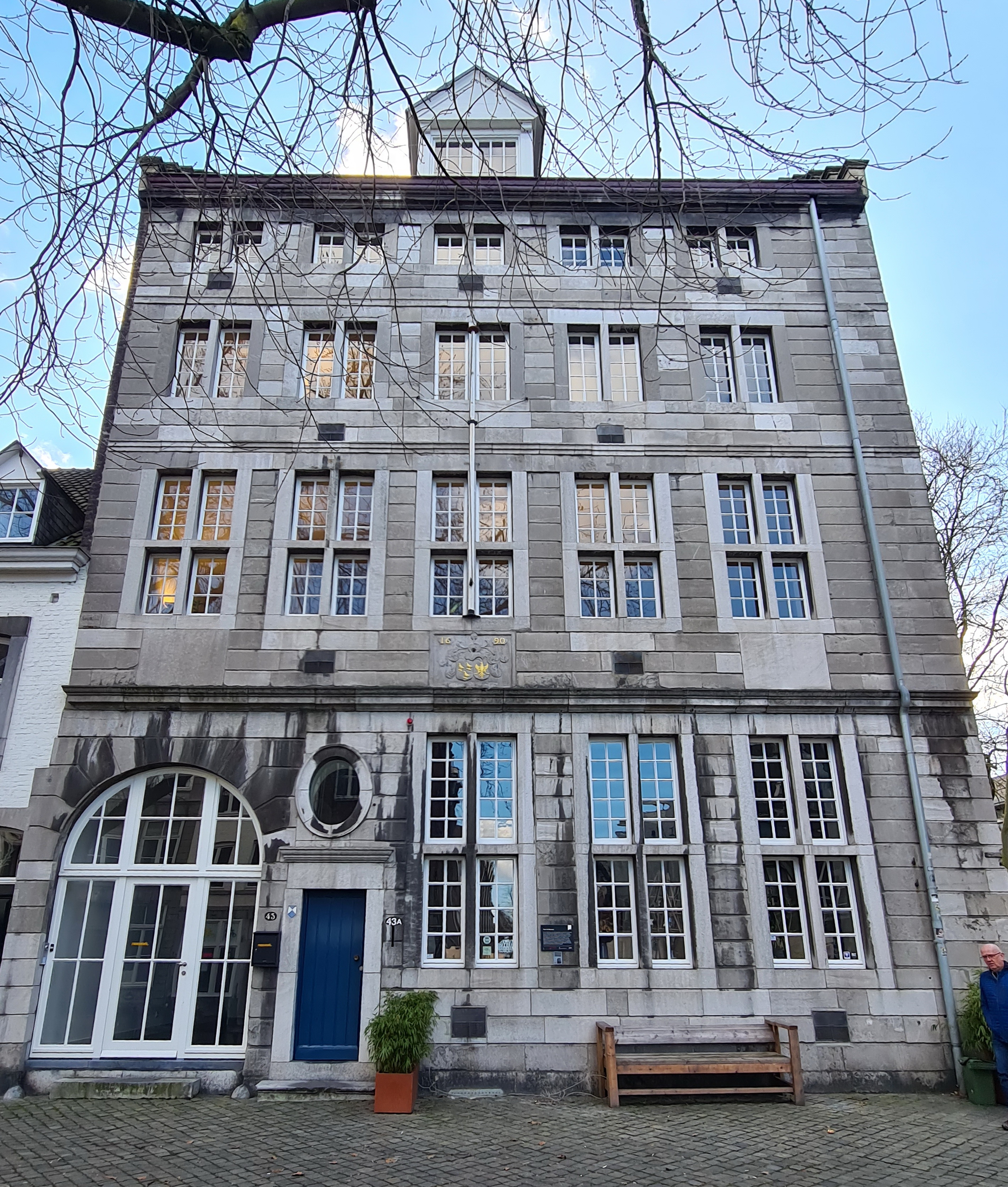
Gevel Hoogbrugstraat
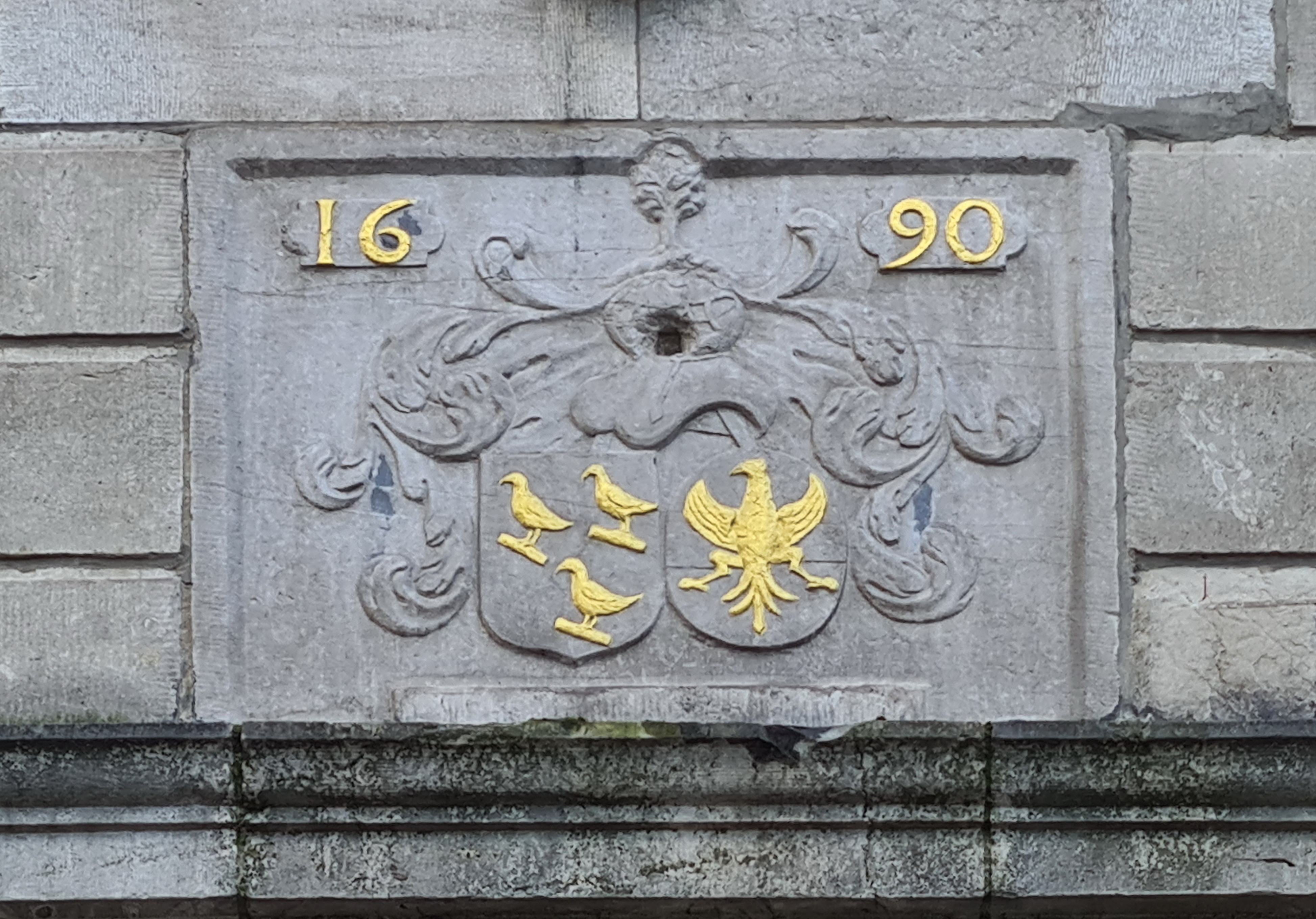
Wapensteen
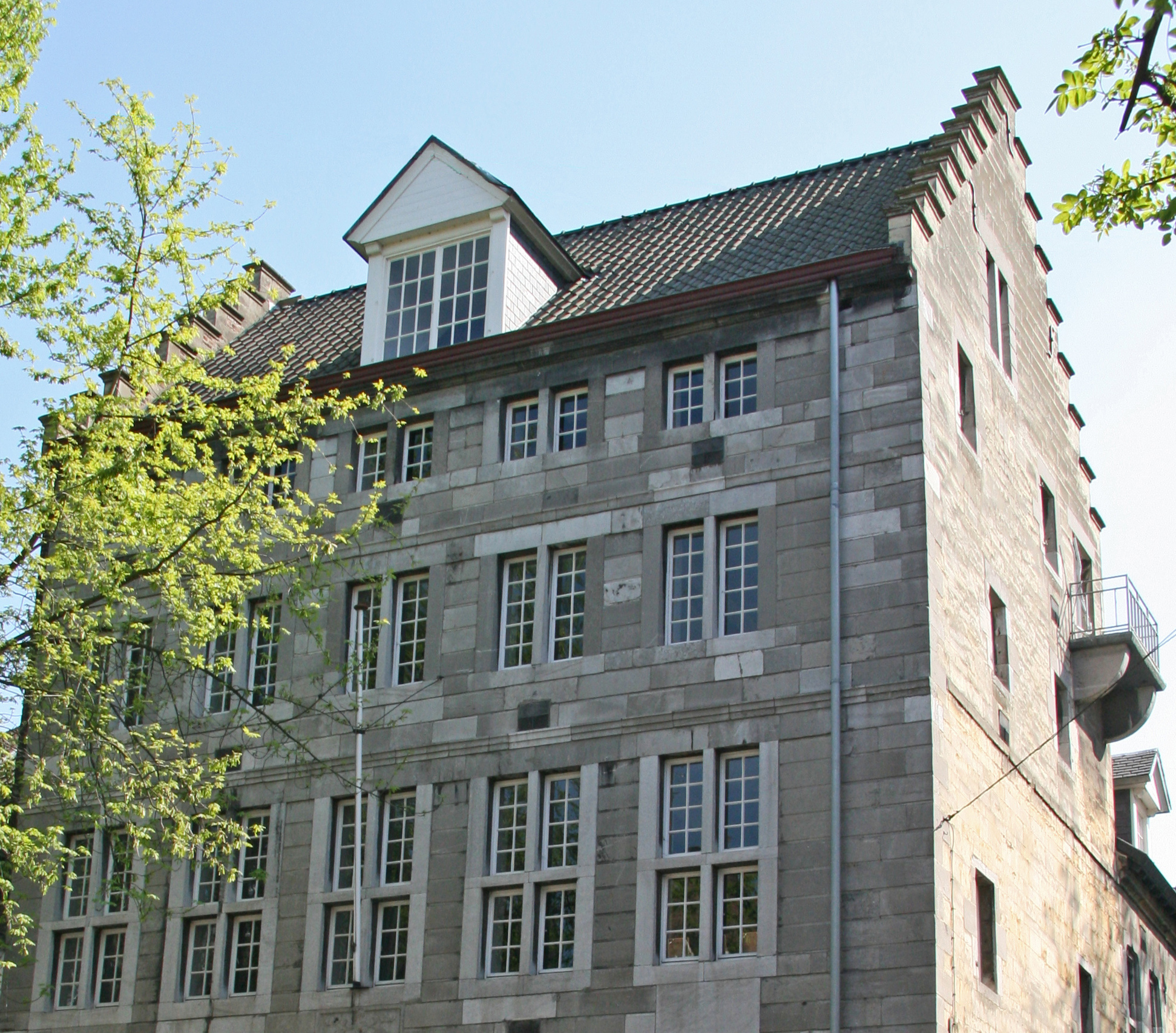
Westelijke trapgevel
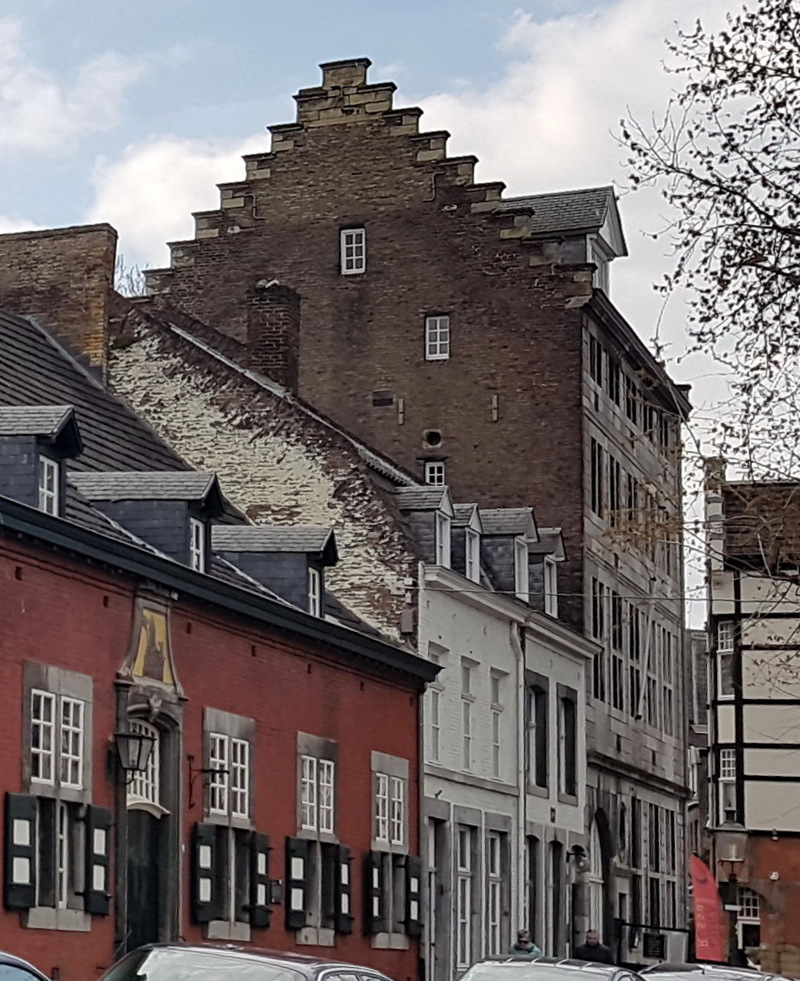
Oostelijke trapgevel

De twee geveldelen aan de Ruiterij zijn opgetrokken in Limburgse mergel met een plint en vensteromlijstingen van Naamse steen. Het hoge en relatief smalle linkerdeel is de zijgevel van het hoofdgebouw. Het bredere en lagere rechterdeel sluit daarop aan. Het eerste telt zes enkelvoudige venster, een tweelichtvenster in de top van de trapgevel, en, enigszins onverwacht bij een zeventiende-eeuwse gevel, een balkon. Dat laatste is aangebracht tijdens de restauratie van 1947, maar het rust op twee grote, reeds aanwezige kraagstenen. Het lage bouwdeel aan de Ruiterij dateert waarschijnlijk uit de zestiende eeuw. Het telt op de verdieping zes laatgotische kloostervensters met accoladeboogjes. De naar het zuiden gerichte trapgevel is in 1998 uit het zicht verdwenen door nieuwbouw aan de Hoge Barakken. De in 1947 sterk gerestaureerde achtergevel van het gebouw bevat nog restanten van vakwerkbouw, die met baksteen is opgevuld.

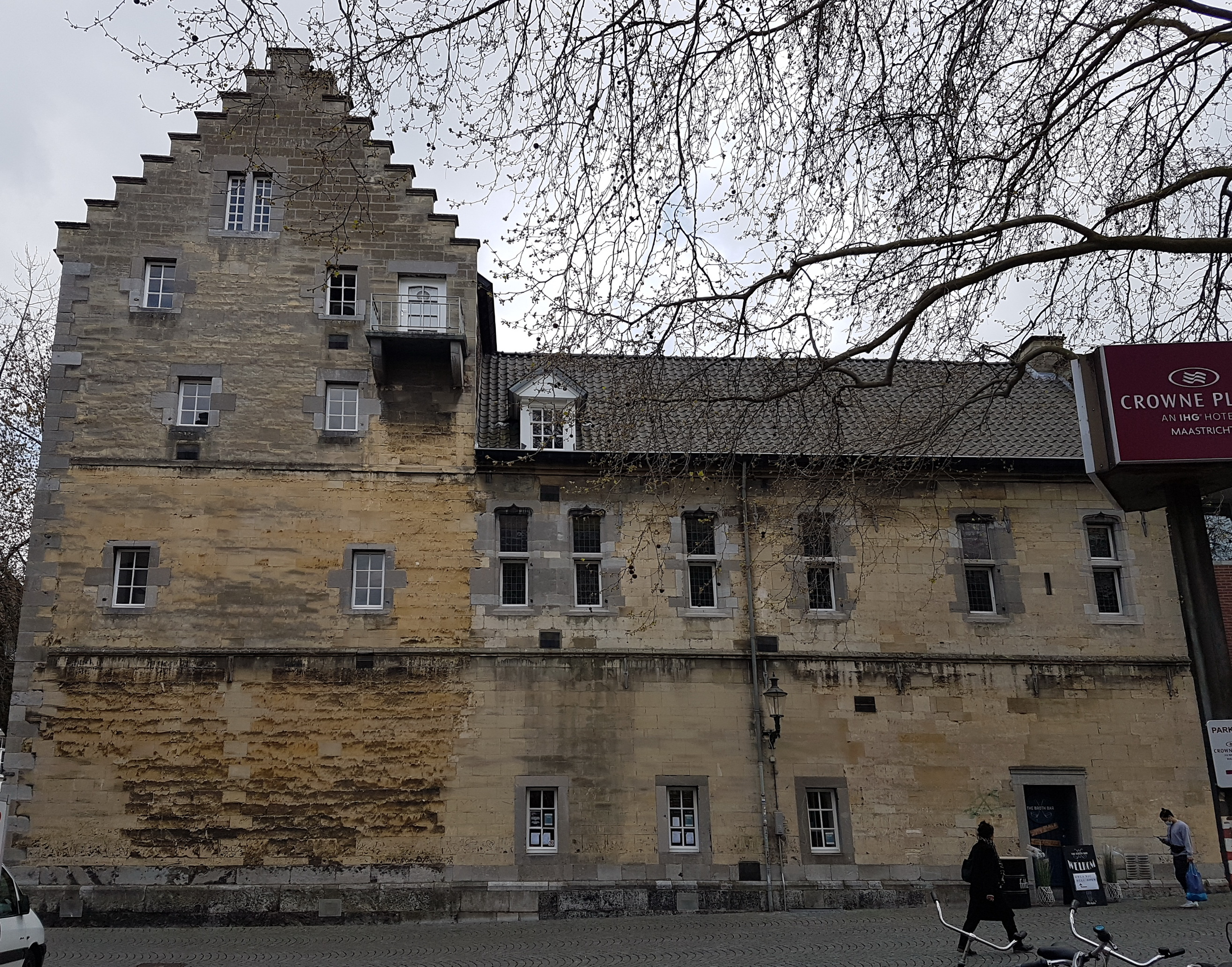
Zijgevel Ruiterij
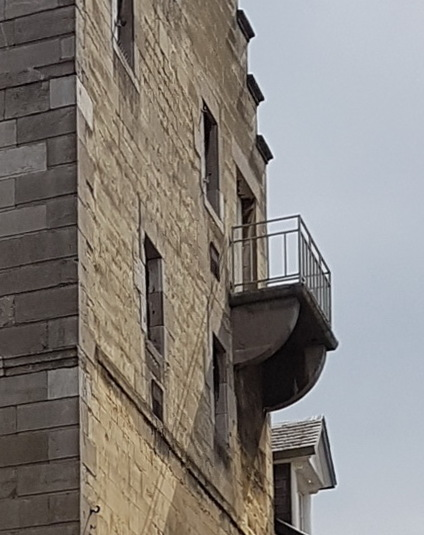
Geveldetail: balkon
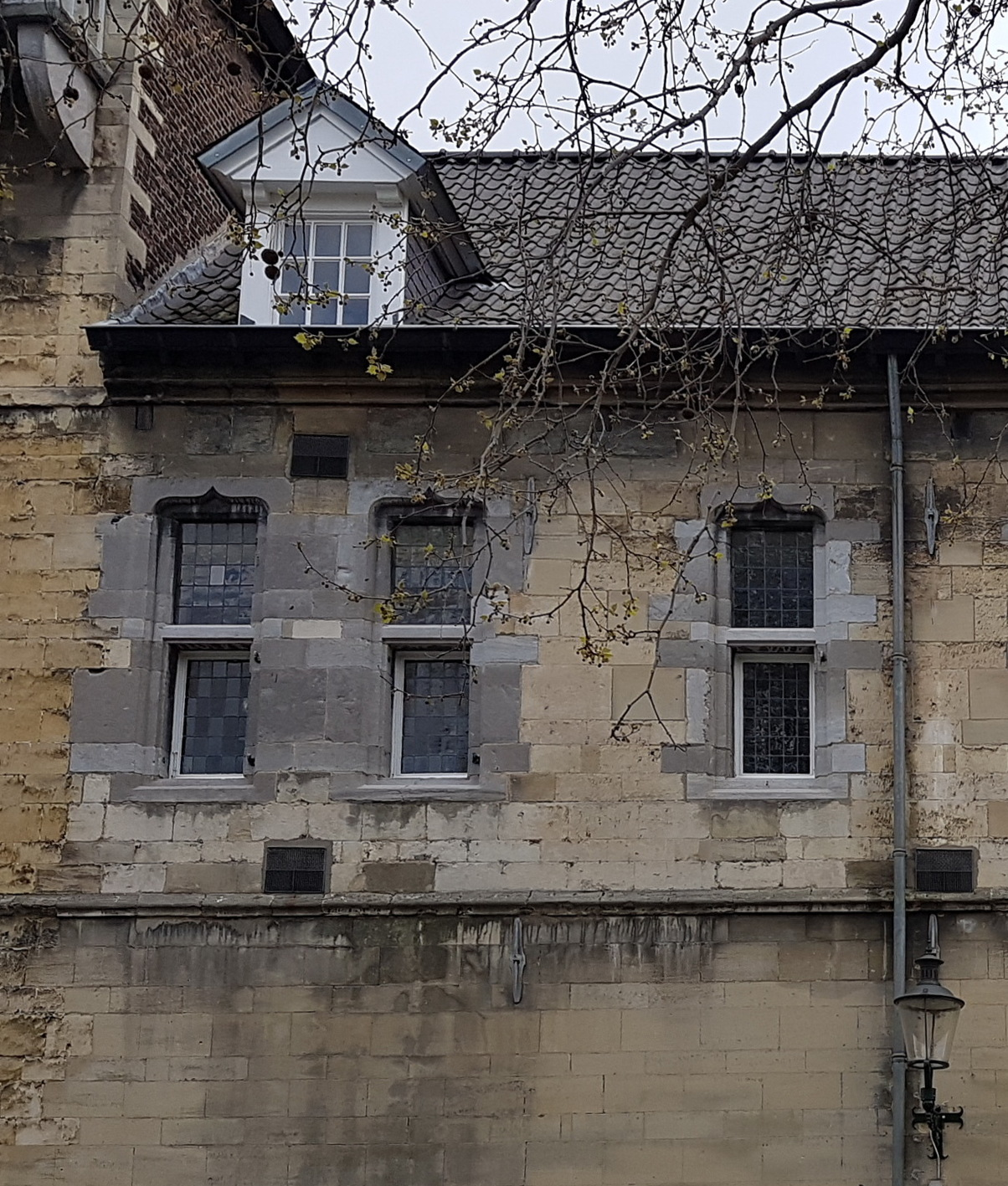
Laatgotische vensters
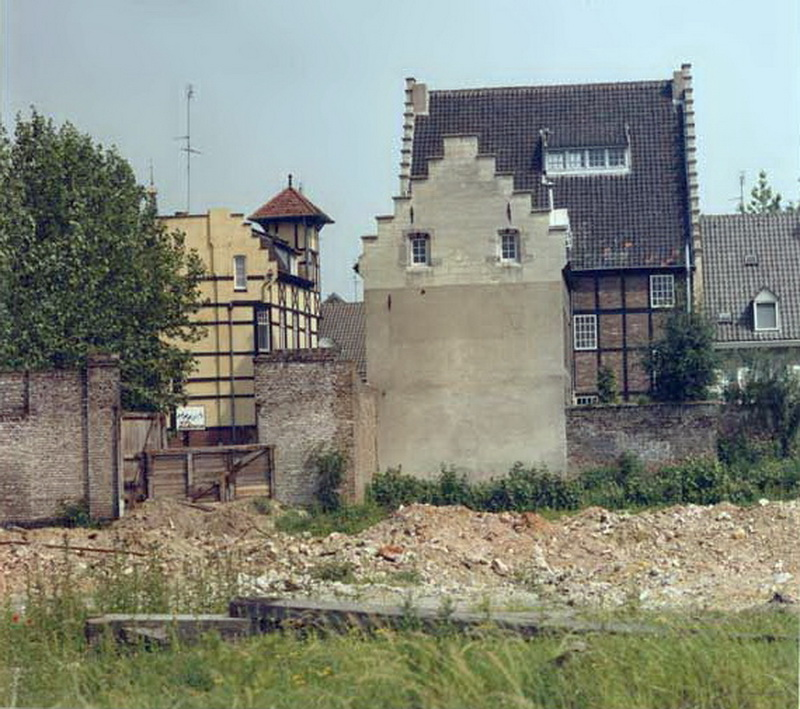
Achtergevel, 1991

### Interieur
In het interieur bevinden zich nog enkele gestucte plafonds en schoorsteenmantels, en een balustertrap uit de late zeventiende eeuw. Het huis bezit een kelder die overkluisd wordt door tongewelven van mergelsteen.

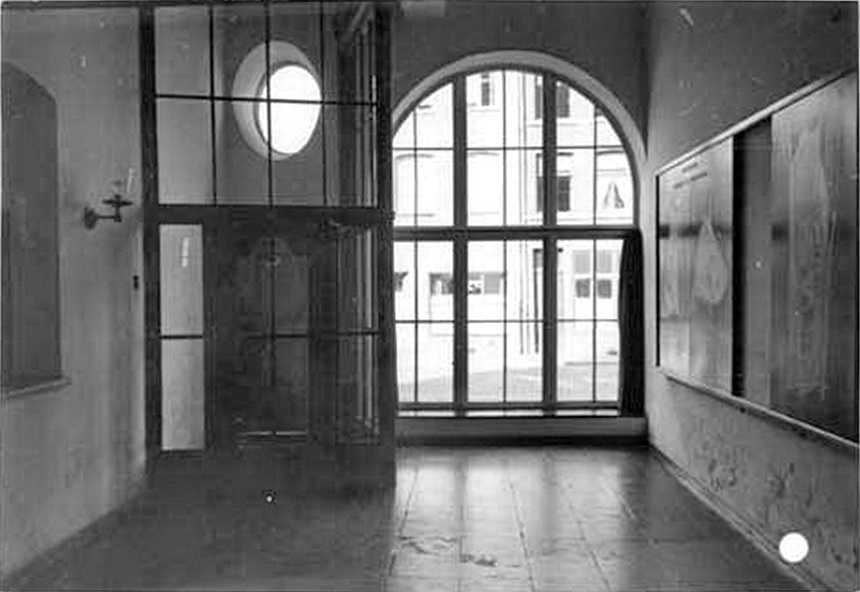
Hal met glazen pui, 1956
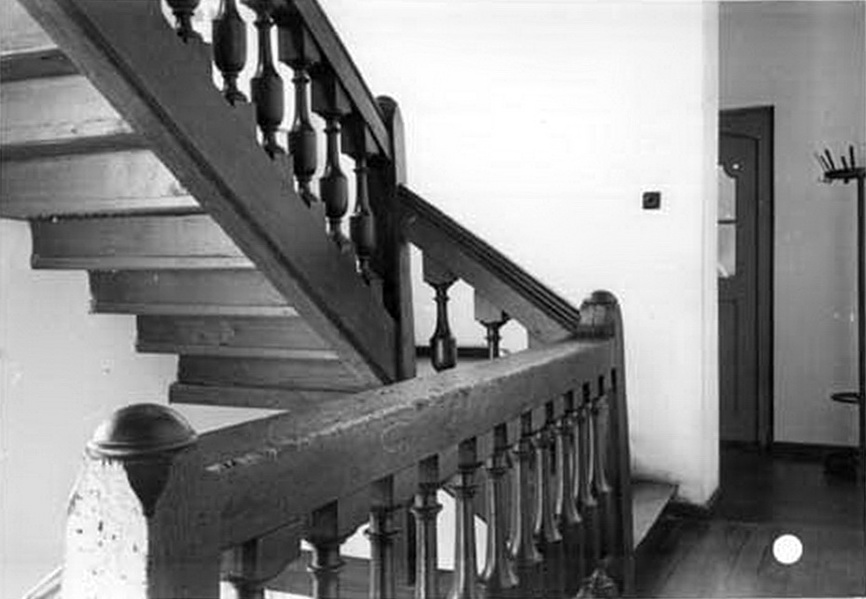
Balustertrap, 1e verdieping, 1956
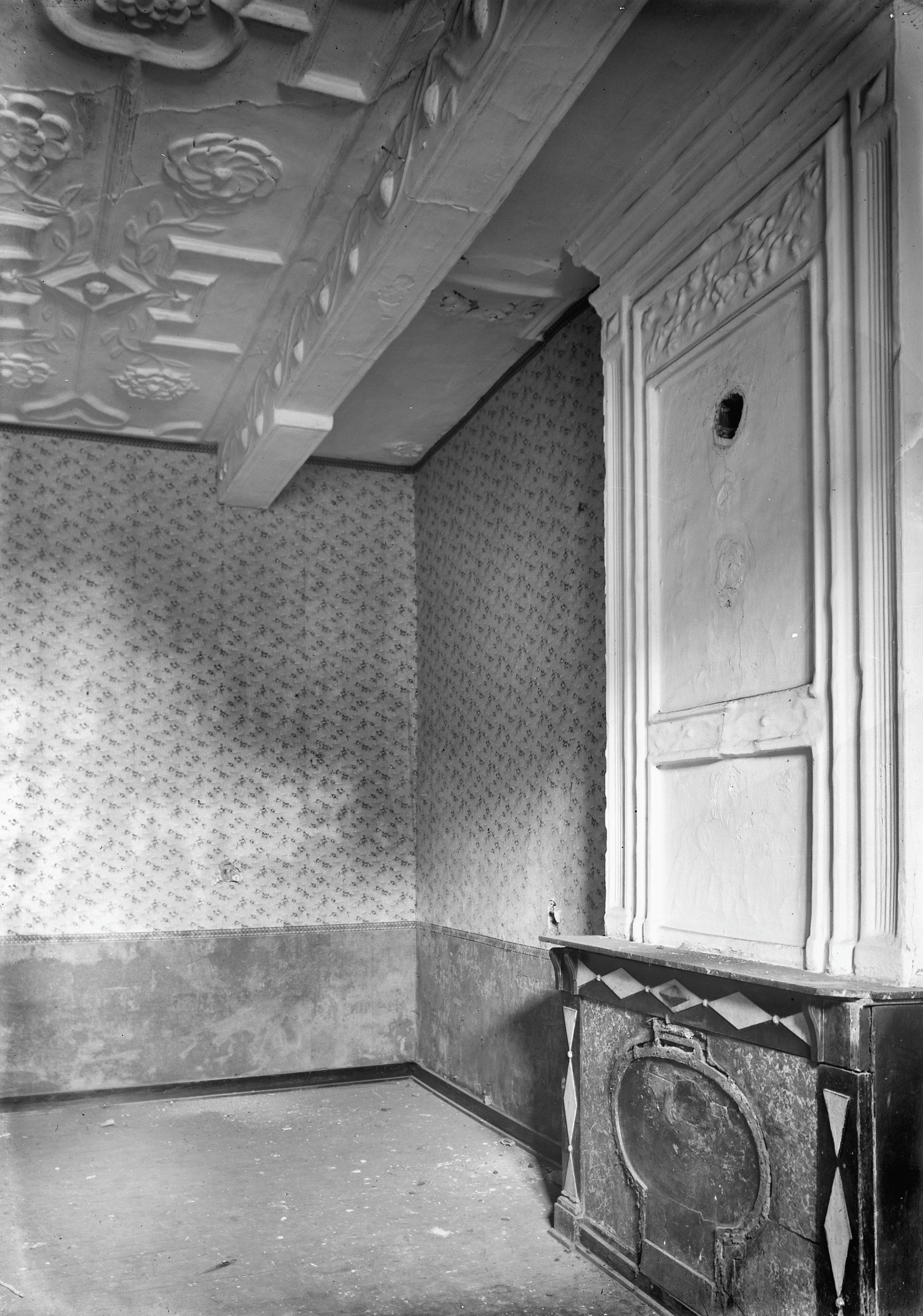
Salon met sierstucwerk, 1939
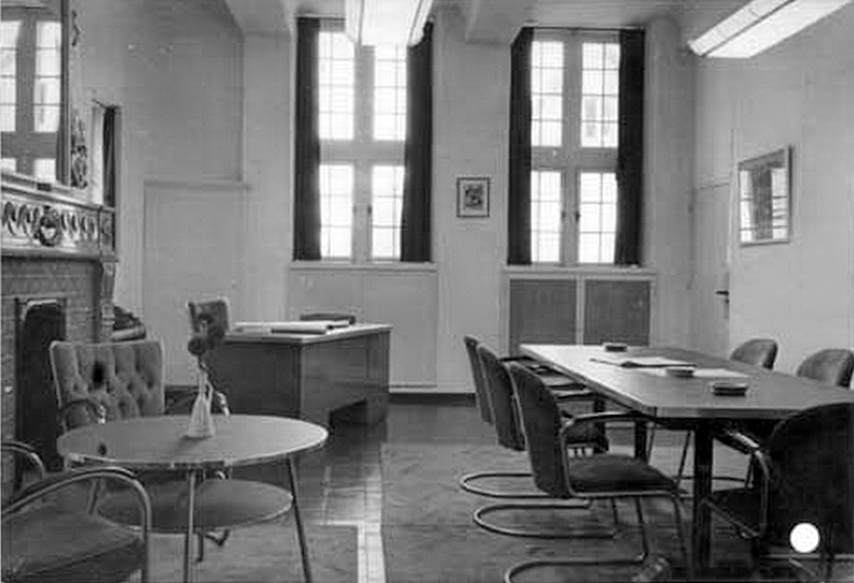
Directiekamer, 1956